# بیرخکیر بیارناسون
بیرخکیر بیارناسون (ایسلندی: Birkir Bjarnason؛ زادهٔ ۲۷ مهٔ ۱۹۸۸) یک بازیکن فوتبال اهل ایسلند است.
از باشگاه‌هایی که در آن بازی کرده‌است می‌توان به باشگاه فوتبال واکینگ، استاندارد لیژ، بازل، سمپدوریا و پسکارا اشاره کرد.
وی همچنین در تیم ملی فوتبال ایسلند بازی کرده‌است.